# Quê? Onde? Quando?

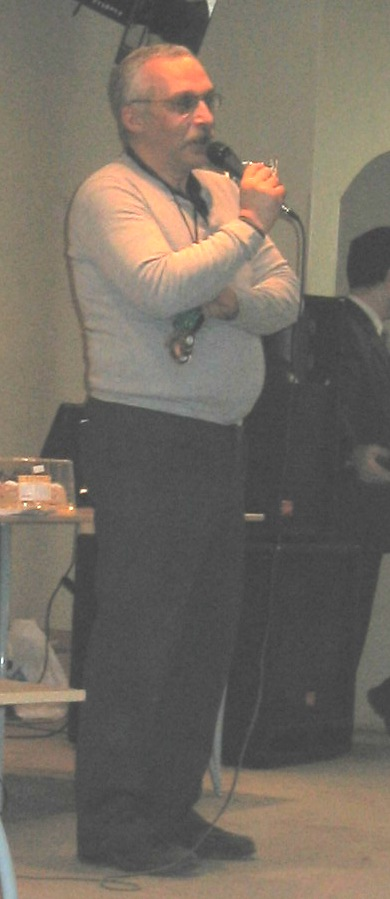
Alexander Drouz

O Quê? Onde? Quando? (em russo:  Что? Где? Когда?), é um programa de televisão criado em 1975 na antiga União Soviética pelo Canal 1. Foi apresentado de 1975 a 2000 por Vladimir Voroshilov, e desde 2001 por Boris Krjuk.

## Versões internacionais
| País           | Nome                     | Apresentador (a)    |
| -------------- | ------------------------ | ------------------- |
| Arménia        | Что? Где? Когда?         | Karen Kocharyan     |
| Azerbaijão     | Nə? Harada? Nə zaman?    | Balash Kasumov      |
| Bielorrússia   | Что? Где? Когда?         | Ales Mukhin         |
| Bulgária       | Какво? Къде? Кога?       | Vladimir Voroshilov |
| Cazaquistão    | Что? Где? Когда?         | Balash Kasumov      |
| Estados Unidos | Million Dollar Mind Game | Vernon Kay          |
| Geórgia        | რა? სად? როდის?          | Georgy Mosidze      |
| Itália         | Million Dollar Mind Game | Teo Mammucari       |
| Rússia         | Что? Где? Когда?         | Aleksandr Masliakov |
| Rússia         | Что? Где? Когда?         | Vladimir Voroshilov |
| Rússia         | Что? Где? Когда?         | Boris Kriuk         |
| Turquia        | Aklın Yolu Bir           | Oktay Kaynarca      |
| Ucrânia        | Що? Де? Коли?            | Alexander Androsov  |